# Som ett naket frö i handen
Som ett naket frö i handen är en psalm med text skriven 1979 av Per Söderberg och musik skriven samma år av Olle Cervin.

## Publicerad som
- Psalmer och Sånger 1987 som nummer 797 under rubriken "Fader, Son och Ande - Jesus, vår Herre och broder".[1]